# Imperiul Neo-Sumerian

Dinastia a Treia a Urului și sfera ei de influență

Imperiul Neo-Sumerian a fost un imperiu al sumerienilor cu centrul în Ur în perioada anilor 2112 î.Hr.- 2004 î.Hr. Statul a fost întemeiat de Ur-Nammu (2112 î.Hr.- 2095 î.Hr.).                                                     

## Cronologie
Perioada anilor 2112 î.Hr. - 2095 î.Hr.
În anul 2112 î.Hr.apare Imperiul Neo-Sumerian condus de Ur-Nammu, iar în anul 2111 î.Hr. Ur-Nammu cucerește A cincea dinastie Uruk și Dinastia Gutiană. În anul 2110 î.Hr.Ur-Nammu cucerește A doua dinastie Lagaș. În anul 2105 î.Hr.Ur-Nammu cucerește Regatul Mari și înființează Statul Mari, iar în 2102 î.Hr. cucerește Statul Arbel. În anul 2100 î.Hr. cucerește Statul Andariq. În anii 2099 î.Hr.- 2095 î.Hr. a fost pace.                                        
Perioada anilor 2094 î.Hr. - 2082 î.Hr.
În acești ani a fost pace,  În perioada lui Shulgi.                                                                   
Perioada anilor 2081 î.Hr. - 2078 î.Hr.
În perioada acestor ani a fost pace și a domnit Amar-Sin.
Perioda anilor 2077 î.Hr. - 2029 î.Hr.
În perioada anilor 2077 î.Hr.- 2050 î.Hr.a fost pace, apoi în 2049 Statul Mari a fost cucerit împreună cu Nawar și Sarqatum, iar în 2048 î.Hr. Shu-Sin a cucerit Hamazi și pe gutienii nomazi. În anul 2044 î.Hr. au cucerit vestul Elamului. În anul 2040 î.Hr. au cucerit Urkeș, Tuttul și Ebla , iar în 2039 î.Hr. au cucerit Haran și Ugarit. În anul 2035 î.Hr. au cucerit Hațor, Damasc și Gaza, iar în 2034 î.HR. au învins A XI-a Dinastie din Egipt, Enkomi, Hatti, Kizzuwatna, Ankuwa, Kanesh, Kayseri,Tarhantussa, iar în 2033 î.Hr. au cucerit Statul Melid, apoi până în 2029 î.Hr. a fost pace.
Perioada anilor 2028 î.Hr. - 2004 î.Hr.
În 2027 î.Hr. A XI-a Dinastie din Egipt, Enkomi, Hatti, Kizzuwatna, Ankuwa, Kanesh, Kayseri, Tarhantussa și Melidul sunt libere. În anul 2026 î.Hr. Ibbi-Sin este atacat de Eshnunna, care este liberă.În 2024 î.Hr. Larsa și Nerebtum devin libere, iar în 2021 î.Hr. A III-a dinastie Lagaș este liberă. În anul 2016 î.Hr. arabii cuceresc deșertul, iar Prima dinastie Isin a apărut. În anul 2007 î.Hr. amoriții apar și atacă împreună cu Elamul care s-a mărit. În anul 2005 î.Hr. apare Vechea Asiria, Qatna, Canaanul și Yamhadul, iar amoriții dispar. În anul 2004 Elamul cucerește orașul Ur și distruge Imperiul Neo-Sumerian, iar Ibbi-Sin este aruncat în închisoare unde moare.